# عمران (لاعب كريكت)
عمران (30 سبتمبر 2001 - ) هو لاعب كريكت أفغاني.

## وصلات خارجية
- عمران على موقع إي آس بي آن كريك إنفو (الإنجليزية)